# كوين فان لانجيندونك
كوين فان لانجيندونك (9 يونيو 1989 بنيربيلت في بلجيكا - ) هو لاعب كرة قدم بلجيكي في مركز حراسة المرمى. لعب مع بيرسخوت إيه سي ونادي فيسترلو.

## روابط خارجية
- كوين فان لانجيندونك على موقع قاعدة بيانات كرة القدم.إي يو (الإنجليزية)
- كوين فان لانجيندونك على موقع Soccerway.com (الإنجليزية)